# Isturgia rubrior
Isturgia rubrior är en fjärilsart som beskrevs av Hausmann 1990. Isturgia rubrior ingår i släktet Isturgia och familjen mätare. Inga underarter finns listade i Catalogue of Life.